# Gangnam-gu
Gangnam-gu (hangul: 강남구; Hancha: 江南區) – jedna z 25 dzielnic (zwanych "gu") Seulu, położona w południowo-wschodniej części miasta. Według spisu z 2010 roku posiada ona 527,641 mieszkańców (czwarta pod względem zaludnienia dzielnica Seulu), a jej powierzchnia wynosi 39,5 km², co pod względem wielkości daje jej trzecią pozycję wśród wszystkich dzielnic stolicy.

## Gospodarka
Dzielnica Gangnam znana jest z silnej koncentracji bogactwa oraz wysokiego standardu życia, w związku z czym porównywana jest do Beverly Hills w Kalifornii. Przy średnich cenach mieszkań 5.500 $ za m², wyliczanych dla całego Seulu, w dzielnicy Gangnam wskaźnik ten wynosi 10.000 $ za m², co jest wartością 3,5 razy większą niż wynosi średnia krajowa dla Korei Południowej.
Na terenie dzielnicy swoje siedziby mają firmy takie jak: KEPCO, OKF, GS Group, Hyundai Department, HITEJinro, Hansol, Hankook Tire, GLOVIS, Korea Zinc Corporation, Young Poong Group T`way Airlines, Hankook P&G, Pandora TV czy NC Soft. Na jego terenie działają również międzynarodowe firmy, np. IBM, Google, Toyota i AMI.

## Edukacja
Przy wysokim poziomie nauczania dla całego kraju, Gangnam-gu jest jednym z głównych ośrodków naukowych stolicy i całego państwa. W 2010 roku aż 6% nowych studentów przyjętych na najlepszą uczelnię w kraju - Narodowy Uniwersytet Seulski - pochodziło właśnie z dzielnicy Gangnam-gu, której mieszkańcy stanowią zaledwie 1% populacji całego kraju. W 2008 roku 22.7 na 1.000 mieszkańców Gangnam-gu wyjechało na studia za granicę, podczas gdy wskaźnik ten dla całego kraju plasuje się na poziomie 3.6 na 1.000 studentów.

## Imprezy masowe
Na terenie dzielnicy odbywa się wiele rozmaitych imprez masowych. Niektóre z nich to:
- International Peace Marathon Festival mający miejsce w październiku
- Gangnam Fashion Festival w październiku
- Sports Festival dla mieszkańców dzielnicy, odbywający się w maju
- Daemosan Festival

## Kultura popularna
- Dzielnica Gangnam-gu stała się szczególnie znana na całym świecie poprzez piosenkę pt. „Gangnam Style” w wykonaniu PSY.
- Część stacji metra na terenie dzielnicy Gangnam stało się areną kręcenia hollywoodzkiego filmu Tożsamość Bourne’a z 2002 roku.

## Współpraca
Miejscowość partnerska:
- Woluwe-Saint-Pierre, Belgia